# Киношкола в Лодзи
Киношкола в Лодзи (пол. Państwowa Wyższa Szkoła Filmowa, Telewizyjna i Teatralna im. Leona Schillera w Łodzi) — высшая государственная школа кинематографа, телевидения и театра имени Леона Шиллера в городе Лодзь, Польша. Основана 8 марта 1948 года. Главное здание школы занимают дома № 61—63 по улице Тарговой (пол. ul. Targowa 61—63).

## Факультеты
- Актёрский факультет — после четырёхлетнего обучения выпускники получают диплом магистра искусства.
- Режиссёрский факультет — после пятилетнего обучения выпускники получают диплом магистра искусства.
- Кинооператорский и телевизионный факультет — после четырёхлетнего обучения выпускники получают диплом магистра искусства в области искусства кино- и телеоператора, или после трёх- и пятилетнего обучения в области мультфильмов или после пятилетнего обучения в области фотографии.
- Факультет производства кинофильмов и телепрограмм — выпускники получают диплом магистра в области производства.

## История школы
Под современным названием Высшая государственная школа кинематографа, телевидения и театра имени Леона Шиллера известна с 1958 года, когда к Государственной высшей школе кинематографии, созданной в 1948 году, присоединилась Государственная высшая школа актёрского мастерства, перенесённая из Варшавы, разрушенная во время Второй мировой войны. 
Многие известные польские кинорежиссёры и кинооператоры, такие как Анджей Мунк, Януш Моргенштерн, Витольд Собоциньский, Ежи Вуйчик, Станислав Ленартович, Януш Насфетер и немного позже Анджей Вайда, Ежи Сколимовский и Казимеж Куц, были студентами этой школы в первые годы её существования.
Среди выпускников школы — лауреаты престижных премий: Збигнев Рыбчинский (Оскар 1982) Роман Поланский (Оскар 2002 и Гран-при в Каннах), Кшиштоф Занусси (Гран При в Каннах), Кшиштоф Кесьлёвский (Гран При в Каннах), Юлиуш Махульский (Золотые Львы), Анджей Вайда (Оскар 2000 и Гран-при в Каннах).
В 1948—1950 гг. в школе преподавал выдающийся итальянский киновед, режиссёр и сценарист, бывший директор Экспериментального киноцентра и один из основателей неореализма в кино Умберто Барбаро.